# GALEX
| Ime misije        | Galaxy Evolution Explorer (GALEX)             |
| Datum lansiranja  | 28.4.2003.                                    |
| Mjesto lansiranja | Cape Canaveral, Kennedy Space Center, Florida |
| Lansiran pomoću   | Pegasus XL                                    |
| Dužina misije     | 29 mjeseci                                    |
| Masa              | 280 kg                                        |
| Orbita            | 650 km                                        |

Galex je teleskop smješten u Zemljinoj orbiti. On istražuje galaksije u ultraljubičastom području sve do 10 milijardi godina u prošlost. Istraživanja će pomoći znanstvenicima da shvate evoluciju i nastanak galaksija. Tijekom 29 mjeseci GALEX će napraviti mapu galaktika u cijelom svemiru koji će pomoći u razumijevanju kako su galaktike formirane. 
Znanstvenici bi voljeli znati gdje su zvijezde i kemijski elementi koji sačinjavaju našu galaksiju nastali.
GALEX je u Zemljinoj orbiti zbog toga što ultraljubičasto zračenje ne možete promatrati sa Zemlje zato što atmosfera upija većinu zračenja. Oko Zemlje kruži pod nagibom od 29 stupnjeva u odnosu na ekvator. 

## Misija
GALEX ima dva primarna cilja istraživanja: Povijest formiranja zvijezda i Kalibracija suvremenog svemira
Povijest formiranja zvijezda (Star formation history) – GALEX će istraživati kako su zvijezde i galaksije prošle evoluciju od ranog svemira do onog sadašnjeg.  Znanstvenici se nadaju da će dobiti odgovore na pitanja: Gdje su zvijezde i elementi danas zapravo? (ne vidimo ih gdje su zapravo jer svjetlosti treba određeno vrijeme da stigne do nas) i koji faktori su uzrokovali formiranje zvijezda u galaksije? GALEX će osim traženja uzroka evolucije istraživati i svemir sve do 80% puta natrag prema Velikom Prasku.
Kalibracija suvremenog svemira (Recent-Universe Calibration) – napravit će prva velika istraživanja galaktika u ultraljubičastom spektru. U traženju "originala" galaktika veliki teleskopi kao što je Hubble će istraživati udaljene galaktike u ranom svemiru u UV dijelu spektra. 
Tijekom svoje 29 mjesečne misije GALEX će istražiti 10 milijuna galaksija. 

## Letjelica
S osjetljivim ultraljubičastim senzorima, velikom vidnom polju i njegovoj poziciji iznad atmosfere koja upija ultraljubičasto zračenje, GALEX je najbolji teleskop koji radi u UV području. GALEX može detektirati UV objekte koji su milijun puta slabijeg sjaja nego objekti koje mi možemo vidjeti u vidljivoj svjetlosti. GALEX također može vidjeti milijarde godina u prošlost u svemir. 
GALEX je relativno mali satelit. Njegovo primarno zrcalo ima samo 50 cm u promjeru. 

## Teleskop
GALEX ima teleskop čiji je dizajn sličan onom u Hubbleu, ali sakuplja samo 1/20 svjetla nego što to može skupiti Hubble. 
GALEXov teleskop je opremljen s dva zakrivljena zrcala – primarno (M1) i sekundarno (M2). M1 u promjeru ima 50 cm, a M2 22 cm u promjeru. 
Svijetlo koje dolazi u teleskop se odbija od promarnog zrcala, pa od sekundarnog pa onda ulazi u rupu u sredini primarnog. Poklopac štiti leću od prašine tijekom lansiranja kao što to čini poklopac na kameri. Da bi teleskop i detektori UV zračenja normalno radili treba ih održavati na temperaturi između 0-27 stupnjeva Celzija. Tu zadaću vrše grijači, radijatori i termostati. 

## Orbita
GALEX je postavljen u orbitu na visini od 690 km. Putuje brzinom od 7,5 km/sec. Na dan 16 puta prođe oko Zemlje.

## Poveznice
- http://www.galex.caltech.edu/index.html
- http://www.galex.fr/
- http://www.orbital.com/SatellitesSpace/LEO/GALEX/